# أليكسي باكونين
أليكسي باكونين (بالروسية: Бакунин, Алексей Владимирович)‏ (18 نوفمبر 1970 في روسيا - ) هو لاعب كرة قدم روسي في مركز الدفاع. لعب مع نادي أورال يكاترينبورغ وFC Chkalovets-Olimpik Novosibirsk ‏.